# كارل آس
كارل آس (بالنرويجية البوكمول: Karl Aas)‏ هو لاعب جمباز نرويجي، ولد في 25 أغسطس 1899 في تروندهايم في النرويج، وتوفي بنفس المكان في 1 سبتمبر 1943.

## وصلات خارجية
- كارل آس على موقع اللجنة الأولمبية الدولية (الإنجليزية)
- كارل آس على موقع أوليمبيديا (الإنجليزية)